# Gradoczno
Gradoczno – wieś w Polsce położona w województwie podlaskim, w powiecie hajnowskim, w gminie Narew.
W latach 1975–1998 miejscowość administracyjnie należała do województwa białostockiego.
Pierwotnie miejscowość nazywała się Hradoczna. Tę historyczną nazwę zniesiono i zastąpiono sztuczną i obcą kulturowo nazwą Gradoczno. Próba przywrócenia poprawnej historycznie nazwy spotkała się w 2009 z protestami społecznymi, w związku z czym od niej odstąpiono.
Wieś w 2011 roku zamieszkiwało 39 osób.
Prawosławni mieszkańcy wsi należą do prawosławnej parafii pod wezwaniem Wniebowstąpienia Pańskiego w Klejnikach, zaś wierni kościoła rzymskokatolickiego należą do parafii Wniebowzięcia Najświętszej Maryi Panny i św. Stanisława Biskupa i Męczennika w Narwi.